# Bandolet (broń)

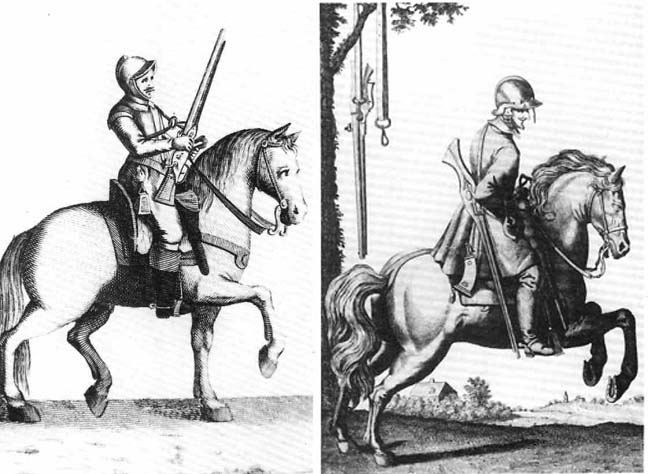
Rajtar wyposażony w arkebuz używany jako bandolet (XVII-wieczna rycina)

Bandolet, bandolier – ręczna lekka broń strzelecka wyposażona w antabę do zawieszania na haku skórzanego pasa (bandoliera).
Bandolety używane były w XVII-XVIII wieku, głównie przez dragonów. Określenie to nie odnosi się do konkretnego typu broni palnej, a do sposobu jej mocowania.